# Фаррохи Систани
Абул Хасан ибн Джулух Фаррухи Систани (перс. ابو الحسن على بن جولوغ فرخى سيستانى‎), или Фаррохи Систани (ум. 1037/38), — персидский поэт, придворный поэт газневидских султанов Махмуда Газневи и Масуда I Газневи. В касыдах Фаррухи даны красочные картины природы, отражены большие человеческие чувства. Сочинитель панегириков и газелей.
Сохранился его диван из 9000 стихов.

## Сочинения
- Диване Хаким Фаррохийе Систани, Техран, 1335 с. г. х. (1957).